# Ctenisis phylanderi
Ctenisis phylanderi är en skalbaggsart som beskrevs av Chandler 2003. Ctenisis phylanderi ingår i släktet Ctenisis och familjen kortvingar. Inga underarter finns listade i Catalogue of Life.